# Aoraki/Mont Cook
Pour les articles homonymes, voir Cook.
L'Aoraki/mont Cook est le point culminant de la Nouvelle-Zélande. Il fait partie des Alpes du Sud et atteint  3 724 m d'altitude, au-dessus du glacier Tasman. Il se situe dans le parc national Aoraki/Mount Cook. Son nom combine depuis 1998 celui de la légende maorie et celui rendant hommage à James Cook. Le sommet est gravi pour la première fois en 1894 par Tom Fyfe, George Graham et Jack Clarke.

## Toponymie

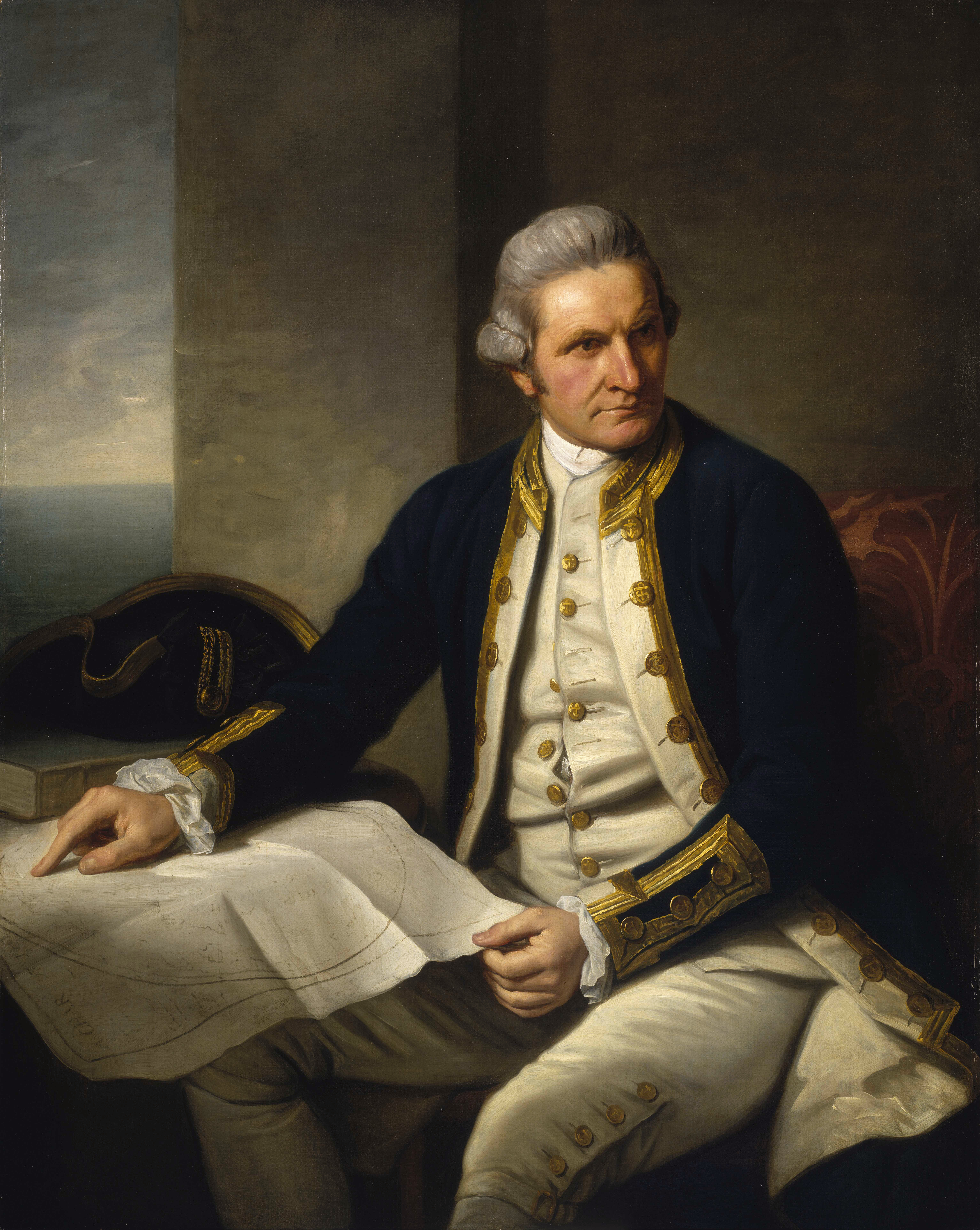
Portrait de James Cook.

Pendant longtemps, Aōraki a été interprété comme une déformation linguistique d’Aorangi qui peut être traduit par « perce-nuages », de ao le « monde, journée, nuage... » et rangi le « jour, ciel, temps... ». Il s'agit en fait d'un nom prénom maori de l'iwi Ngāi Tahu. 
Le nom anglais mont Cook est donné en 1851 par le capitaine John Lort Stokes en l'honneur du navigateur James Cook qui fut le premier à explorer les côtes de la Nouvelle-Zélande en 1770. Cook décrivit les Alpes du Sud mais n'aperçut pas la montagne.
En 1998, à la suite de l'accord entre les Ngāi Tahu et la Couronne britannique, les deux noms sont officiellement accolés,. Alors que de nombreux toponymes incorporent leur nom māori, la montagne est la seule où celui-ci est placé en tête, signifiant toute l'importance qui lui est accordée. Suivant les termes du même accord, les Ngāi Tahu peuvent décider à tout moment de céder la propriété de l'Aoraki/mont Cook à la nation néo-zélandaise.

## Géographie

### Situation

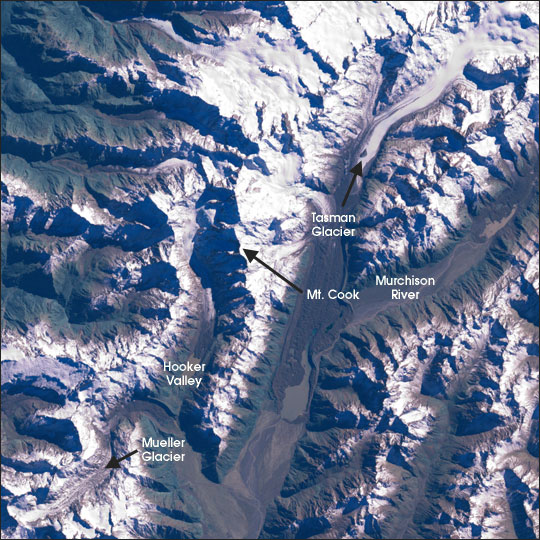
Vue satellite de l'Aoraki/mont Cook (au centre) et ses environs.

L'Aoraki/mont Cook est situé en Nouvelle-Zélande, dans le Centre-Ouest de l'île du Sud, dans le district de Mackenzie de la région de Canterbury, à une trentaine de kilomètres de la mer de Tasman. Il se trouve à 200 kilomètres à l'ouest de Christchurch, la seconde ville du pays. Le sommet s'élève à 3 724 mètres d'altitude dans les Alpes du Sud, ce qui en fait le point culminant du massif et du pays.

### Topographie
La montagne donne naissance au glacier Hooker sur son versant occidental et alimente le glacier Tasman, le plus long de Nouvelle-Zélande, sur son versant oriental. Malgré sa proximité avec la côte Ouest, le sommet appartient entièrement au bassin versant de la rivière Tasman, qui se déverse dans l'océan Pacifique sur la côte Est. En effet, la ligne de partage des eaux avec la mer de Tasman, qui est aussi la limite administrative avec le district de Westland de la région West Coast, passe le long d'un épaulement 600 mètres au nord. Le pic principal, le High Peak, est prolongé au sud par une crête où s'élèvent également le Middle Peak et le Low Peak.

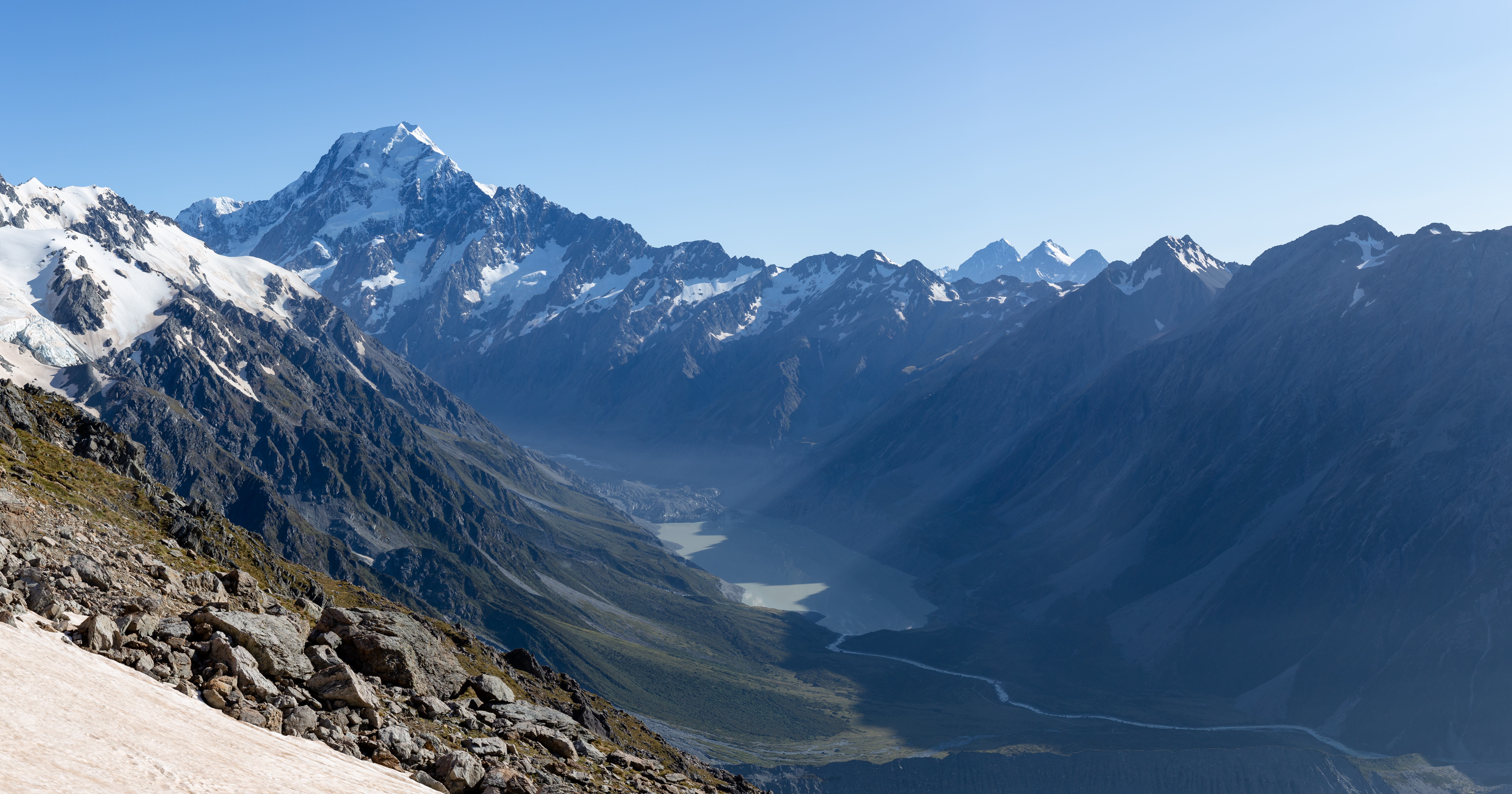
Vue de l'Aoraki/Mont Cook depuis le sentier près du refuge Mueller.

### Géologie
Les Alpes du Sud continuent de s'élever sous le biais de la tectonique et le déplacement vers l'ouest de la plaque pacifique contre la plaque australienne. Ainsi, l'Aoraki/mont Cook gagne sept millimètres d'altitude par an, sans compter l'érosion.

### Climat

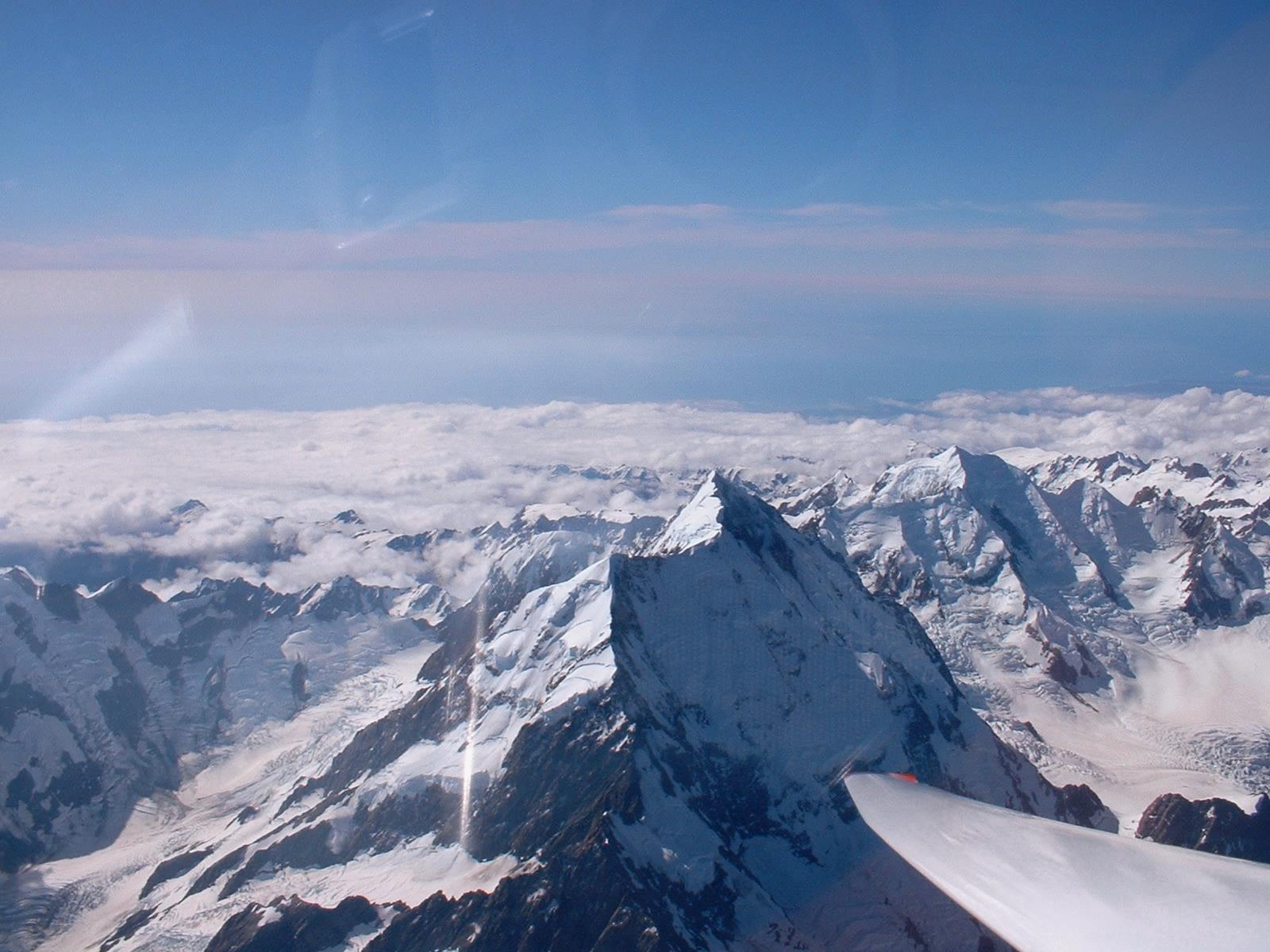
Vue aérienne depuis le sud.

Les vents d'ouest dominants buttent contre les reliefs des Alpes du Sud après avoir parcouru tout l'océan Indien, depuis l'Afrique australe en passant par le Sud de l'Australie. La moyenne annuelle des précipitations sur les piémonts est d'environ 7 500 millimètres. En altitude, elles se traduisent par une grande quantité de neige.

## Histoire
Alors que la montagne est connue depuis plusieurs siècles par les Māori, le premier Européen à l'apercevoir est probablement Abel Tasman, le 13 décembre 1642.

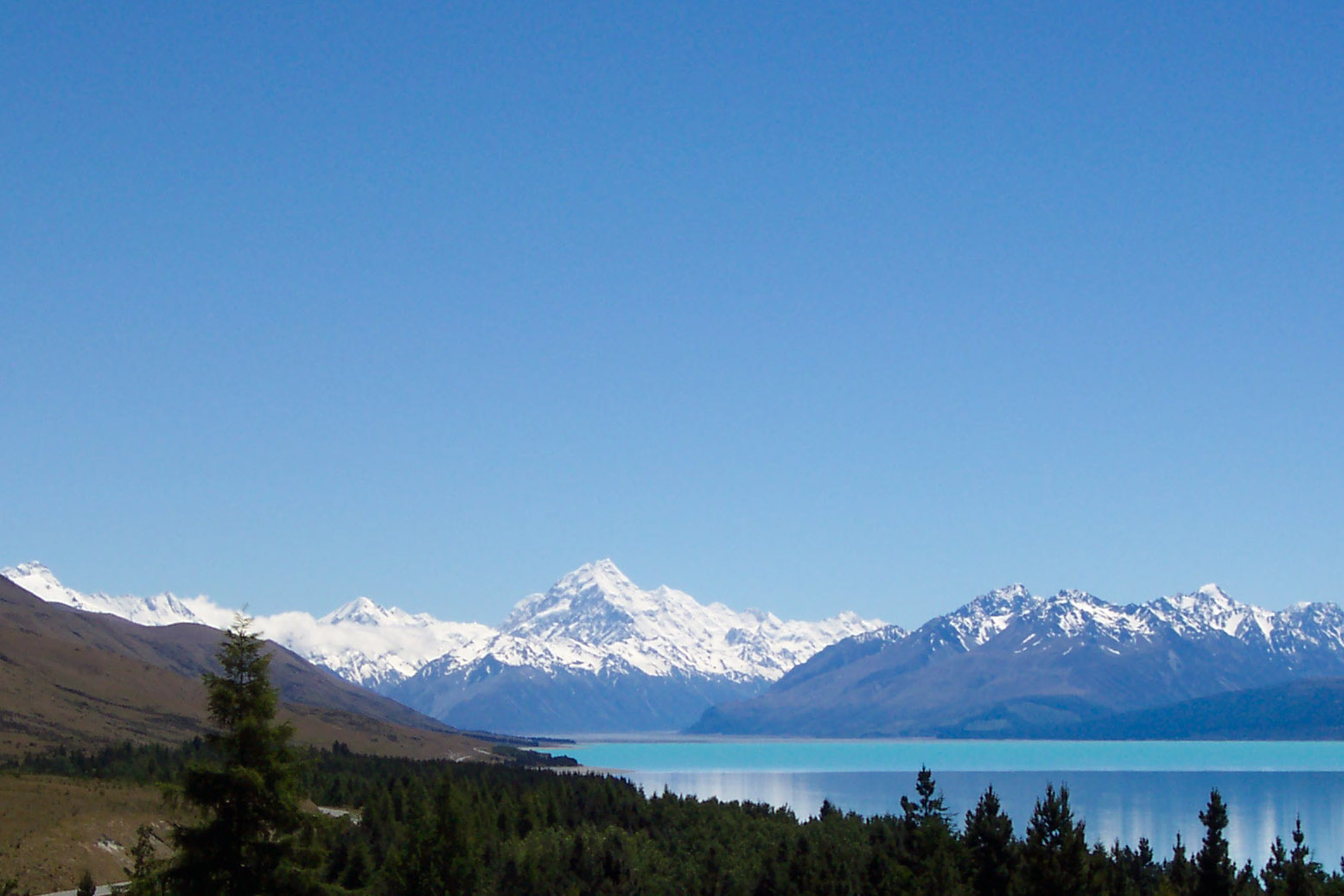
Vue depuis le sud-est.

L'altitude du sommet est établie pour la première fois avec précision par G. J. Roberts en 1881 par le versant occidental, puis par T. N. Brodrick en 1889 par le versant oriental. Leurs mesures respectivement s'accordent sur une altitude de 3 764 mètres. Cette valeur est réduite de dix mètres lorsqu'un glissement de terrain emporte douze millions de mètres cubes de glace et de roche en haut du pic principal le 14 décembre 1991,.
La première tentative d'ascension est réalisée le 2 mars 1882 par le prêtre et biologiste marin irlandais William Spotswood Green, membre de l'Alpine Club, et les guides suisses Emil Boss et Ulrich Kaufmann. Ils sont forcés de faire demi-tour à une cinquantaine de mètres du sommet en raison d'une tempête.
Le premier refuge de montagne, le Ball Hut, est construit en 1891 à l'emplacement même du camp 5 de Green. Suivent le refuge Malte Brun en 1898 au bord du glacier Tasman, un autre près du glacier Hooker en 1909-1910, puis le refuge commémoratif King ouvert en 1917-1918.
Le sommet est atteint pour la première fois le jour de Noël 1894, via la face ouest et l'arête nord, par une équipe composée des Néo-Zélandais Tom Fyfe, George Graham et Jack Clarke. Alors que Matthias Zurbriggen, parti avec son client irlandais Edward Fitzgerald, se fait devancer de peu, il réussit toutefois le 14 mars 1895 l'ouverture d'une nouvelle voie par le versant oriental en parvenant seul au sommet. Dix ans plus tard, Clarke devient le premier à répéter l'exploit avec quatre autres alpinistes lors de la troisième ascension du sommet, par la voie de Zurbriggen.

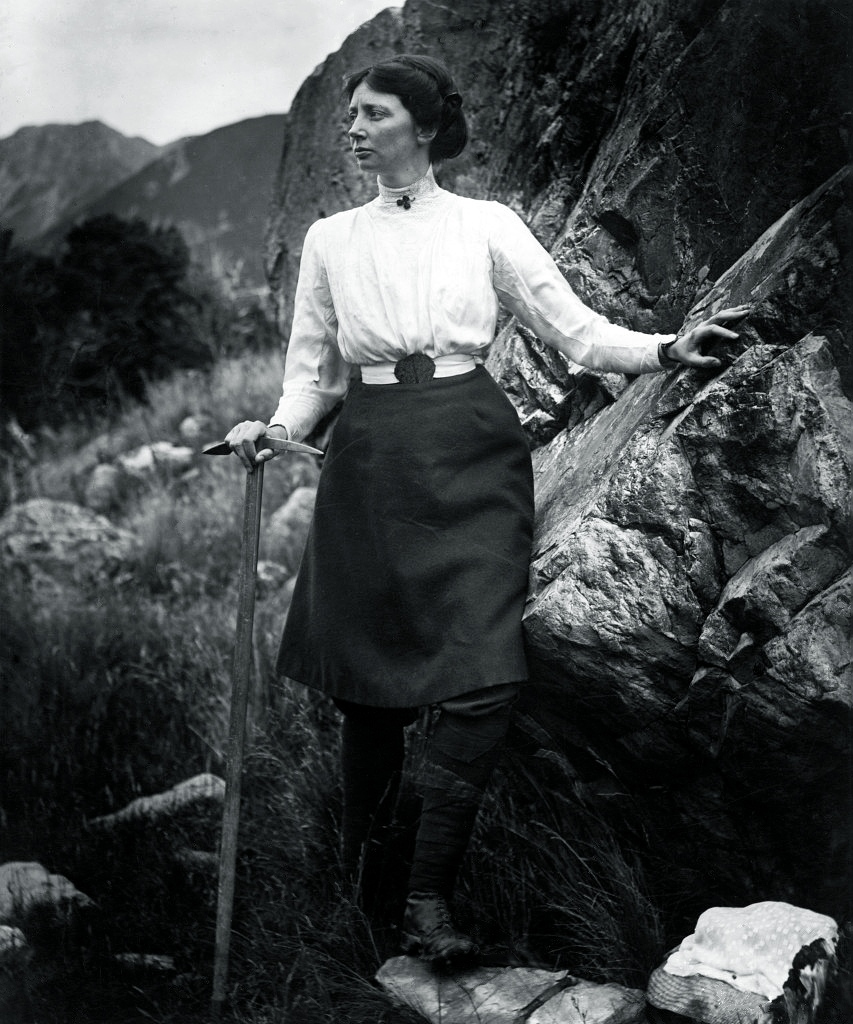
Emmeline Freda du Faur.

L'Australienne Freda Du Faur devient la première femme au sommet le 3 décembre 1910. Elle réalise un nouvel exploit en accomplissant, avec ses guides Peter Graham et David Thompson, la première traversée de l'arête reliant les trois pics. Le guide George Bannister des Ngāi Tahu est le premier māori à gravir avec succès le sommet en 1912.

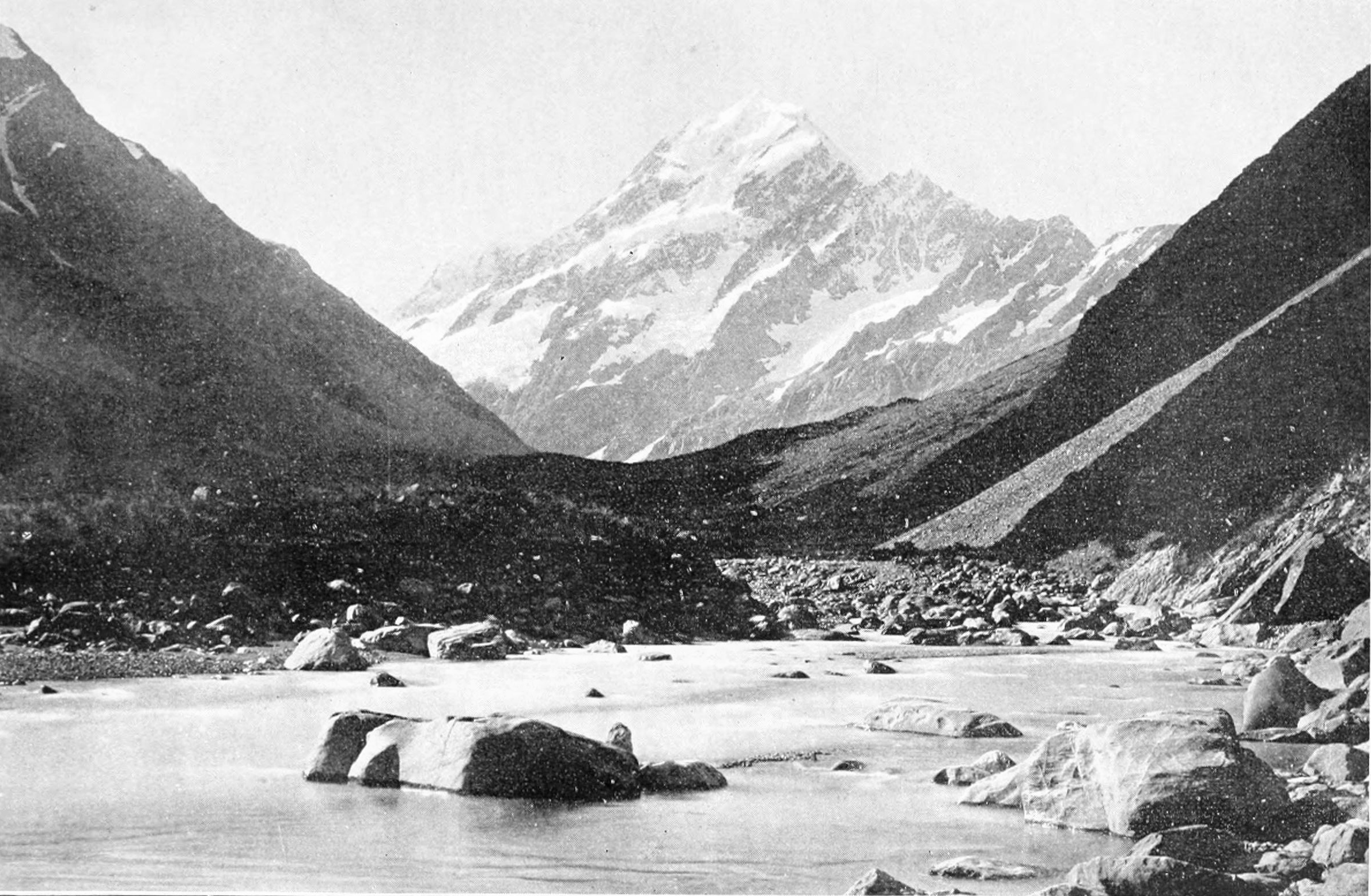
Photographie du sommet prise en 1913.

Le premier accident mortel survient en 1914, une avalanche emportant Sydney King et les guides Darby Thomson et Jock Richmond sur le glacier Linda.
En janvier 1948, le Néo-Zélandais Edmund Hillary, futur vainqueur de l'Everest, réalise sa première ascension de l'Aoraki/mont Cook. Le mois suivant, avec Ruth Adams, Harry Ayres et Mick Sullivan, il ouvre une voie dans l'arête sud jusqu'au Low Peak,. En 1962, J. MacKinnon, J. S. Milne, R. J. Stewart et P. J. Strang ouvrent une voie dans la face Caroline, parfois comparée à la face Nord de l'Eiger.
En 1991, un éboulement au sommet le rabote d'au moins 30 mètres : auparavant d'une altitude de 3 754 m, de nouvelles mesures en janvier 2014 révèlent qu'elle est désormais de 3 724 m.

## Activités

### Ascension

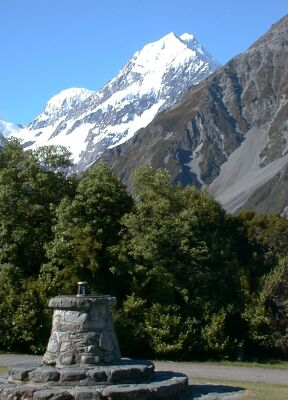
Vue du sommet depuis The Hermitage.

À douze kilomètres au sud du sommet et sept du front du glacier Tasman se trouve Mount Cook Village, aussi connu sous le nom de The Hermitage, qui est le centre touristique et le camp de base pour préparer l'ascension de la montagne. Il  est accessible par la route et possède son propre aérodrome (code AITA : MON). De nombreux refuges de montagne ont été construits, en particulier sur le versant est, où passe la voie normale.
Entre le début du XXe siècle et 2024, un peu plus de 240 décès accidentels ont été enregistrés sur la montagne et son parc national environnant.

### Protection environnementale
L'Aoraki/mont Cook est classé depuis 1953 au sein du parc national Aoraki/Mount Cook, qui est reconnu avec les parcs nationaux de Westland Tai Poutini, du mont Aspiring et de Fiordland sur la liste du patrimoine mondial de l'UNESCO.

## Culture populaire
Selon la légende maorie, Aōraki était un jeune garçon qui, avec ses trois frères, était le fils de Rakinui, le père Ciel. Lors de leur voyage autour de Papatuanuku, la mère Terre, leur canoë s'échoue sur un récif et se met à pencher. Aōraki et ses frères grimpent alors au sommet de leur embarcation. C'est alors que le vent du sud glacial se met à souffler et les change en pierre. Leur canoë devient Te Waka o Aoraki, l'île du Sud ; Aōraki, le plus grand, devient son plus haut sommet et ses frères Kā Tiritiri o te Moana, l'ensemble des Alpes du Sud,,,,.
Les Ngāi Tahu, la principale tribu du Sud de la Nouvelle-Zélande, considèrent l'Aoraki comme l'ancêtre le plus sacré desquels ils descendent. L'Aoraki soude la communauté, il demeure sa forme physique et constitue le lien entre le surnaturel et la nature.
L'Aoraki/mont Cook a été choisi pour représenter le mont Caradhras dans La Communauté de l'anneau, premier volet de la trilogie du Seigneur des anneaux, dans l'adaptation cinématographique de Peter Jackson.